# Січень 2011
Сі́чень — перший місяць 2011 року, що почався в суботу 1 січня та закінчився у понеділок 31 січня.
- 1 січня
  - У місті Сургуті вибухнув та загорівся літак Ту-154. На борту перебувало 116 пасажирів та 8 членів екіпажу. Три особи загинуло, чотири десятки людей отримали опіки.[1]
  - Естонія впровадила євро як основну валюту замість крони[2]
  - Вибух автомобільної бомби біля коптської церкви у Александрії (Єгипет) забрав життя семи та травмував 24 особи[3]
  - Угорщина на півроку стала головою Європейського Союзу[4]
  - В результаті бійки у Нікополі на Дніпропетровщині загинули дві людини.[5]

- 2 січня
  - Бориса Нємцова засудили до 15 діб позбавлення волі за непокору вимогам працівника міліції під час мітингу 31 грудня 2010.[6]

- 4 січня
  - Відбулося сонячне затемнення, яке можна було спостерігати по всій території України.[7][8]

- 5 січня
  - На півдні Ірану стався землетрус силою в 5,3 бала за шкалою Ріхтера. Епіцентр — поблизу міста Ардакан (провінція Фарх). За повідомленням іранських ЗМІ, від стихії постраждили 17 населених пунктів, 5-6 сіл повністю зруйновано. Щонайменше 16 осіб отримали поранення.[9]
  - Підтверджено смерть шведського актора Пера Оскарона та його дружини унаслідок пожежі, що зруйнувала їх будинок у Скарі 30 грудня 2010[10]
  - В Одесі вбили політика і бізнесмена, голову Партії промисловців і підприємців Олександра Коробчинського. Головним мотивом слідство вважає бізнес-діяльність політика.[11]
  - Пожежа на хімічному підприємстві паралізувала роботу Роттердамського морського порту[12]

- 6 січня
  - 22 особи загинули внаслідок падіння автобуса в ущелину на півночі Індії[13]

- 7 січня
  - 8 осіб загинули в озброєному нападі у Гондурасі[14]
  - Проти коменданта «Податкового майдану» в Києві відкрили кримінальну справу. Його звинуватили в умисному знищенні майна в особливо великих розмірах[15]

- 8 січня
  - Під час виступу сенатора від штату Аризона Габріель Гіффордс відбулася стрілянина. Загинуло 6 чоловік, переважно співробітників сенатора, поранено 13, у тому числі сама сенатор.[16]
  - Чилі визнало незалежність Палестини[17]
  - Науковці довели, що в Місяці є розпечене металеве ядро[18]

- 9 січня
  - У Південному Судані стартував шестиденний референдум щодо незалежності краю.[19]
  - Сомалійське ісламістське угруповання Аль-Шабааб міста Афґой заборонило футбол, мотивуючи своє рішення руйнуванням ісламу цим християнським видом спорту.[20]
  - У Ірані розбився пасажирський літак Боїнг 727 місцевої авіакомпанії Iran Air з 105 пасажирами на борту.[21]
  - У 403 населених пунктах України за рішеннями територіальних виборчих комісій відбулося повторне голосування з виборів депутатів місцевих рад, сільських та селищних голів.[22]

- 10 січня
  - Баскійське угруповання ETA оголосило безстрокове і загальне перемир'я[23], проте влада Іспанії відкинула цю пропозицію, оскільки заява сепаратистського угруповання не цілком відповідає очікуванням іспанського уряду, який закликає їх повністю відмовитися від опору і скласти зброю.[24]

- 11 січня
  - Внаслідок вибуху бомби на військовій базі поблизу Тбілісі три людини загинуло та 13 поранено. Грузинська поліція заарештувала шістьох підозрюваних, одного з яких підозрюють у зв'язках з Росією[25][26].
  - Прем'єр-міністр Квінсленда Анна Бліг оголосила три чверті території штату зоною стихійного лиха через повені. Влада починає евакуацію столиці штату — Брисбена.[27]

- 12 січня
  - Європарламент виступив із заявою щодо Білорусі, в якій закликав Євросоюз до введення певних санкцій щодо деяких білоруських чиновників, а також до підтримки білоруської громадської, незалежних ЗМІ, спрощення чи навіть скасування візового режиму для деяких категорій населення Білорусі.[28][29]

- 14 січня

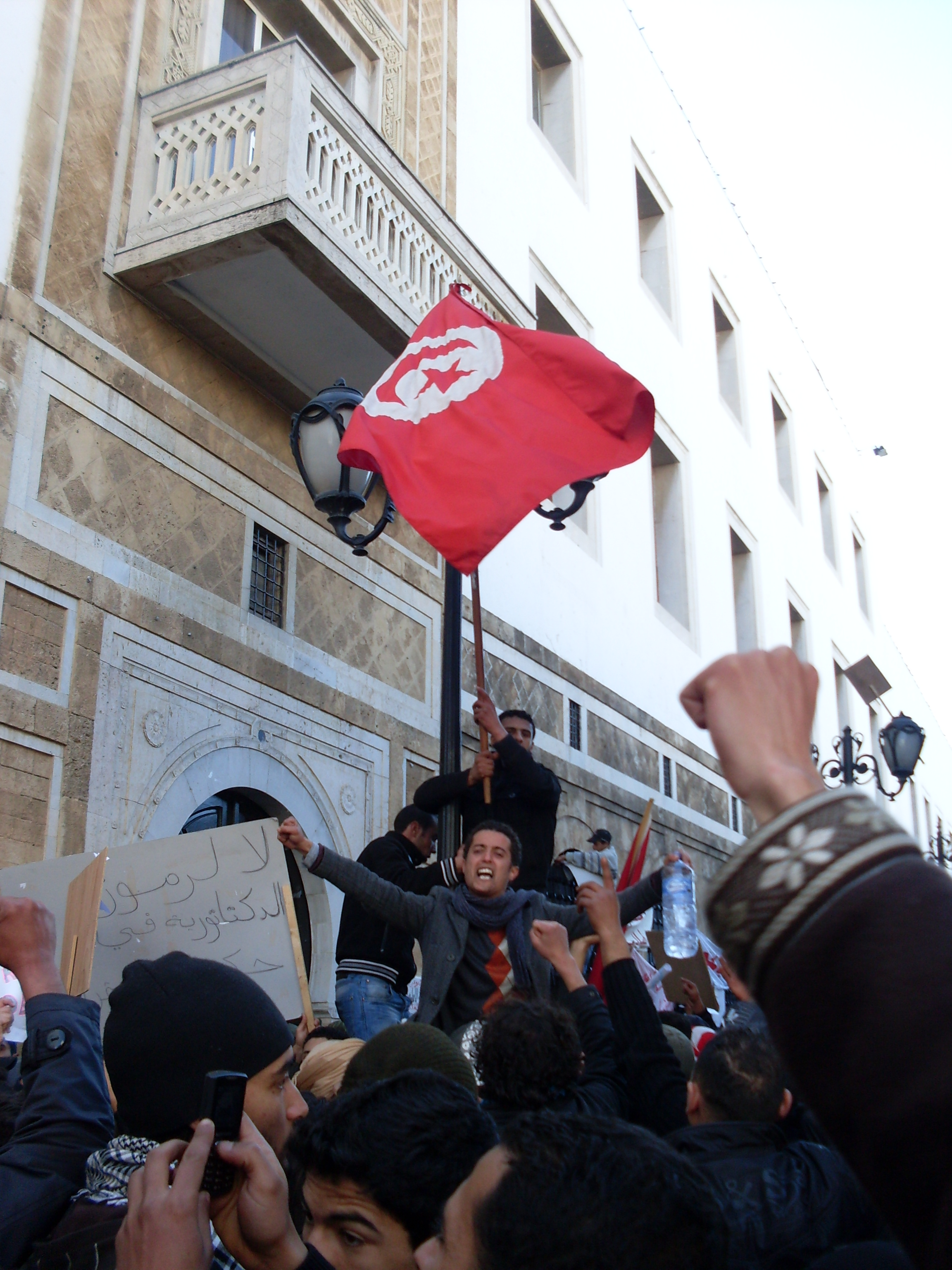
Протести в Тунісі, 23 січня 2011

  - Президент Тунісу Зін аль-Абідін бен Алі відправив уряд країни у відставку.[30] Згодом через масові заворушення було запроваджено надзвичайний стан,[31] після чого президент утік до Саудівської Аравії.[32]
  - Бразилія переживає найбільше стихійне лихо за останні 40 років. Повені та зсуви ґрунтів призвели до загибелі 500 людей та значних руйнувань[33].
  - У Бібліотеці української літератури (Москва) пройшов третій обшук, вилучено сервер. Директора було травмовано[34]
- В Нідерландах стартував престижний шаховий турнір Вейк-ан-Зеє.

- 17 січня
  - У Тунісі сформували коаліційний тимчасовий уряд на чолі з Мухаммед аль-Ґаннуши[35]
  - Через сильні дощі, які спровокували повінь, влада ПАР оголосила зоною лиха сім з дев'яти провінцій країни.[36]
  - Колишнього президента Ніґеру Мамаду Танджу перевели з-під домашнього арешту у в'язницю.[37]
  - Диктатор Гаїті у 1971—1986 Жан-Клод Дювальє повернувся до країни.[38]

- 18 січня
  - Євросоюз (за винятком Данії, Великої Британії та Ірландії) ухвалив документ, за яким з 1 березня 2011 року буде спрощено видачу віз для громадян Грузії.[39]
  - Внаслідок вибуху в іракському місті Тікріті загинуло щонайменше 50 осіб, понад сотня отримали поранення.[40]

- 20 січня
  - Вранці в Макіївці на Донеччині сталися два вибухи. Ніхто не постраждав. Згодом на місці вибуху неподалік головного офісу «Макіїввугілля» знайшли конверт з погрозами нових вибухів. Прокуратура порушила кримінальну справу за статтею тероризм.[41][42]

- 21 січня
  - В албанській столиці Тирані відбулися антиурядові демонстрації, троє осіб загинули.[43][44]

- 22 січня
  - У Києві День соборності України відсвяткували, створивши живий ланцюг, який об'єднав два береги Дніпра по мосту Патона. В акції взяли участь близько 1500 людей.[45]
  - Урочистості та масові акції відбулися в багатьох містах України. Так, у Львові живий ланцюг, у якому взяли участь від 5 до 10 тисяч осіб, з'єднав пам'ятники Тарасові Шевченку та Степанові Бандері[46], а в Луганську на центральній вулиці міста розгорнули 50-метровий державний прапор України[47].

- 24 січня
  - У московському аеропорту Домодєдово було скоєно теракт. За попередніми даними померло більше 30 людей.[48]
  - Сильний землетрус у Таджикистані магнітудою 6,1 бала.[49]

- 25 січня

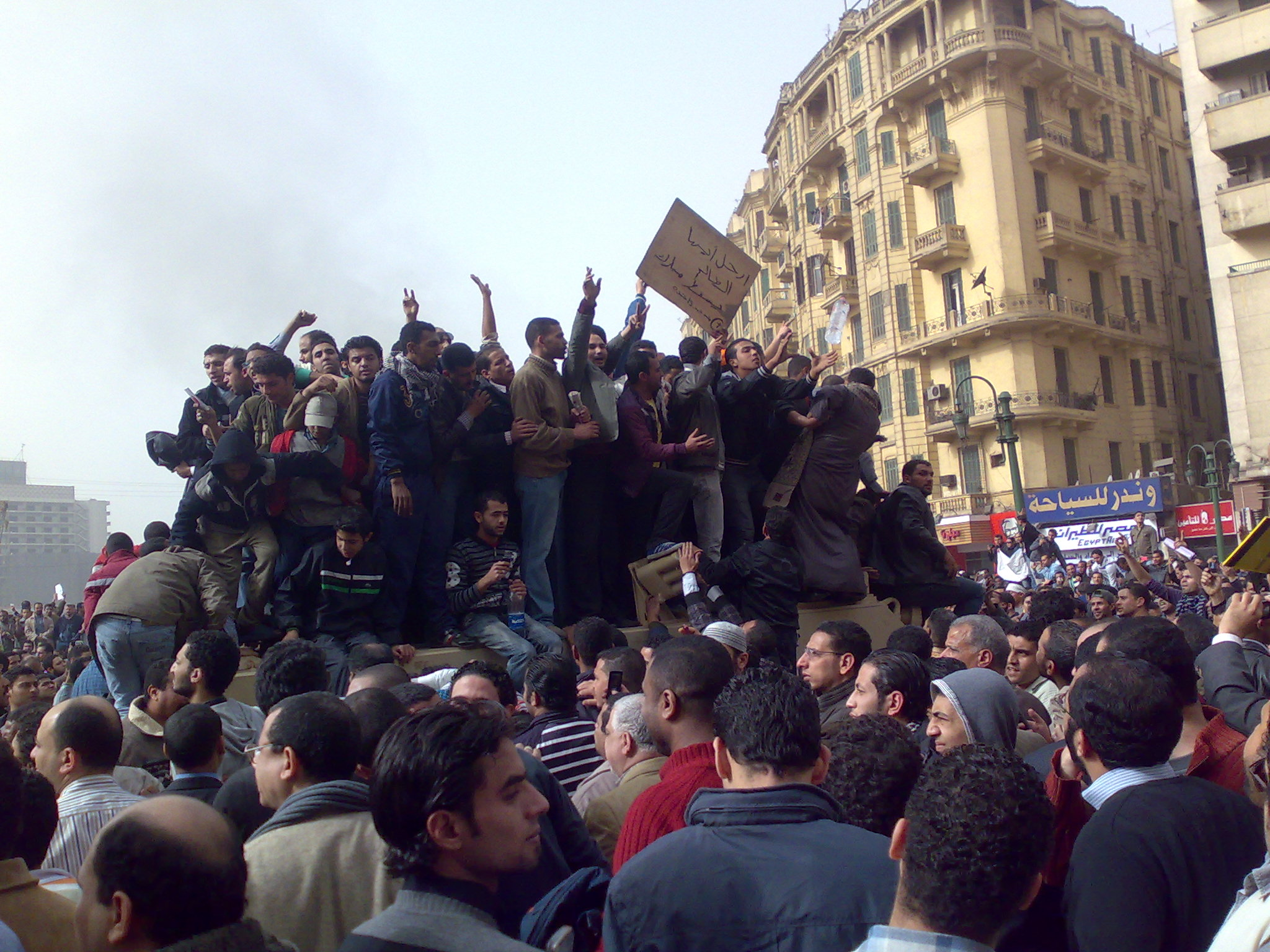
Протести в Єгипті, 29 січня

  - В Єгипті почалися масові протести з вимогою відставки президента Хосні Мубарака.[50]

- 27 січня
  - Унаслідок теракту в Багдаді загинуло 65 осіб, ще близько 100 отримали поранення.[51]
  - У столиці Ємену відбулися демонстрації з вимогами відставки президента Салеха та економічних реформ.[52][53]
  - У Японії почалося виверження вулкану Сінмое.[54]

- 30 січня
  - У Кораловому морі на північ від Фіджі сформувався тропічний циклон Яси.

- 31 січня
  - Дві особи загинуло та 29 тис. евакуйовано через повені у Малайзії[55]
  - Оман розкрив шпигунську організацію, яку підтримували ОАЕ.[56]
  - Австралія евакуювала своїх туристів з Єгипту[57]
  - Південний Судан оголосив намір проголосити незалежність від Судану до 9 липня ц.р.[58]
  - у М'янмі почав роботу новий парламент[59][60]
  - Державний секретар США Гілларі Клінтон скликає з'їзд послів США з усього світу.[61]